# Собор Святого Андрея (Данди)
Собор Святого Андрея (англ. St Andrew’s Cathedral) — католический собор епархии Данкельда (с 1878 года) и кафедра епископа Данкельда. Находится в Вест-Энде Данди, Шотландия. Памятник архитектуры категории В.

## История
Собор расположен на месте городской богадельни, которая просуществовала до XVI века.
Здание с фасадом в стиле викторианской готики было спроектировано местным архитектором Джорджем Мэтьюсоном. Церковь, вмещающая 1000 человек, была открыта 7 августа 1836 года и старейшей католической церковью в Данди. В подвальных помещениях долгие годы располагалась единственная католическая школа в городе. Церковь была освящена как собор 4 февраля 1923 года.
Святилище (пресвитерий), в котором находится главный алтарь и скамьи каноников собора, было добавлено позже. Собор необычен тем, что пол наклонён от входа к святилищу. В соборе два боковых алтаря; один посвящён Святейшему Сердцу Иисуса Христа, а другой — Богоматери Неустанной Помощи. Как и во всех католических церквях, в соборе на стенах имеются кальварии (14 изображений крестного пути Христа). В вестибюле находится статуя покровителя собора Андрея Первозванного. В задней части собора расположен баптистерий, рядом с которым представлено изображение Пьеты.